# Alexandre Benois
Alexandre Nikolaïevitch Benois (en russe : Алекса́ндр Никола́евич Бенуа́, nom de famille prononcé à la française), né le 21 avril 1870 (3 mai dans le calendrier grégorien) à Saint-Pétersbourg, mort le 9 février 1960 à Paris, est un peintre, décorateur, scénographe et historien d'art russe et français. Ami intime de Serge de Diaghilev, Léon Bakst, Dimitri Bouchène et Serge Ivanoff, ses créations ont particulièrement porté sur des décors pour des représentations de ballets.
Artiste très influent il est l'un des fondateurs du mouvement artistique Mir Iskousstva,.

## Biographie

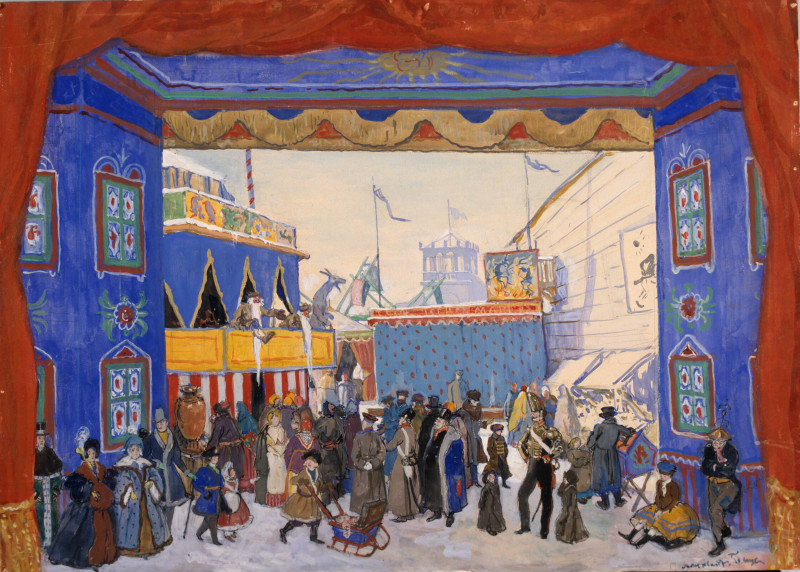
Maquette du décor d’Alexandre Benois pour la création du ballet Petrouchka en 1911.

Alexandre Benois était issu d'une famille d'origine française dont le nom a été russifié ensuite ; son grand-père paternel Louis-Jules Benois émigra en Russie à la Révolution française comme cuisinier à la cour du Tsar Paul Ier. Son grand-père maternel, Albert Cavos, d'origine italienne, était architecte à la Cour impériale .
Sa mère Camilla (en russe : Камилла Альбертовна Кавос, puis Бенуа) était la petite-fille de Catterino Cavos.
Son père (Nicolas Benois) et son frère (Léon Benois) furent des architectes reconnus. Alexandre Benois reçut son instruction secondaire au deuxième gymnasium de Saint-Pétersbourg. Doué pour la peinture, il n'envisageait pas initialement de consacrer sa vie à l'art. Diplômé de la Faculté de droit de Saint-Pétersbourg en 1894, il peignit trois ans plus tard une série d'aquarelles représentant les Dernières Promenades de Louis XIV, qui furent remarquées par Serge de Diaghilev et Léon Bakst, qui fondèrent ensemble le journal artistique Mir Iskousstva (Le Monde de l'art) qui allait influencer l'école de peinture russe et se répandre en Europe, sous l'égide des Ballets russes.
Au cours de la première décennie du XXe siècle, Benois poursuivit ses études tout en continuant de collaborer à Mir Iskousstva. Il réalisa plusieurs monographies sur l'art russe du XIXe siècle et sur la ville de Pouchkine (ancienne Tsarskoïe Selo). 
À partir de 1897, Alexandre Benois séjourne à plusieurs reprises en Bretagne : « Benois et Lanceray commencent alors à chercher l'endroit le mieux adapté pour leur première découverte de la Bretagne, vierge et non encore exploré par les artistes (...). L'accompagnateur breton leur conseilla alors le village de Primel-Trégastel, un endroit, selon Benois « si breton qu'il serait insensé de chercher quelque chose de plus breton ailleurs ». La vue qui s'offrait à leurs yeux était d'une beauté indescriptible (...), un petit golfe encadré de rochers en granit rose et de formes étonnantes ».
En 1901, Benois est nommé directeur scénique du Théâtre Mariinsky ; en 1903, il publia ses illustrations pour le Cavalier de bronze d'Alexandre Pouchkine, qui furent reconnues comme des chefs-d'œuvre du genre. Il illustre également La Poule noire, ou le monde souterrain d'Antoni Pogorelski (1922).
Depuis lors, il avait consacré l'essentiel de son temps à la création de décors scéniques. Les décors pour Les Sylphides de Chopin (1908), Giselle d'Adam (1910) et Petrouchka de Stravinsky (1911) comptent parmi ses plus grandes réalisations. Il collabora avec Diaghilev et travailla en relation avec plusieurs grands théâtres européens. De 1918 à 1926, il s'occupa de la galerie des Grands Maîtres au musée de l'Ermitage de Pétrograd (anciennement Saint-Pétersbourg), dans laquelle il exposa l'héritage prestigieux de son frère, la Madonna Benois de Léonard de Vinci. 
En 1926, il quitte définitivement la Russie soviétique et s'installe à Paris où il travaille pour l'Opéra et la Comédie-Française, pour la Scala de Milan et pour Covent Garden. En 1927, il est le chef décorateur du Napoléon d'Abel Gance. Il n'a peut-être pas été totalement satisfait par le résultat, puisque, au dos de l'un de ses dessins préparatoires, il a écrit « Cette scène a été gâchée par les prétendues exigences du cinéma ».
Il crée en 1928, les décors pour la création à Paris du Boléro de Ravel.
En 1939 il passe ses dernières vacances en Bretagne à Trébeurden d'où il rapporte de nombreuses aquarelles dont celle du Pardon de la chapelle de la Clarté à Ploumanac'h et celle du retable de la chapelle de Penvern.
Il meurt le 9 février 1960 en son domicile dans le 15e arrondissement de Paris. Il est inhumé au cimetière des Batignolles (25e division).  
Ses mémoires ont été publiés en deux volumes en 1955. Zinaïda Serebriakova, peintre, était sa nièce et l'acteur britannique Peter Ustinov son petit-neveu.
Un prix international a été créé en son honneur pour les artistes du ballet à Moscou, intitulé Prix Benois de la danse.

## Œuvres

### Œuvres peintes en Bretagne
Cette liste est très incomplète :
- Paysage breton (musée national russe, Saint-Pétersbourg)
- Bretagne, Plougasnou (1897, dessin, musée national russe, Saint-Pétersbourg)
- Intérieur d'une ferme entre Primel et Plougasnou (aquarelle, 1897, collection particulière)
- Primel, la Baie de Morlaix, le sentier du douanier (aquarelle, 1905, collection particulière)
- La Pointe de Primel après la moisson (aquarelle, 1905, collection particulière)
- Saint-Jean-du-Doigt (aquarelle, 1905, collection particulière)
- Camaret, la place du village (aquarelle, 1925, collection particulière)
- Camaret, le village voisin (aquarelle, 1925, collection particulière)
- Camaret, vieille ferme isolée (aquarelle, 1925, collection particulière)
- Camaret, le port, la chapelle Notre-Dame-de-Rocamadour et la Tour Vauban (aquarelle, 1925, collection particulière)
- Intérieur de la chapelle de Penvern à Trébeurden (aquarelle, 1939, collection particulière)
- Ploumanac'h, pardon de la chapelle de la Clarté (aquarelle, 1939, collection particulière)
- Breton dancing (Danse bretonne) (1906)

### Œuvres représentant le reste de la France
Cette liste est très incomplète :
- Printemps à Paris (crayon, aquarelle et gouache, 1934)[16]
- Jardin arboré. Bout du parc contre la forêt de Fontainebleau (aquarelle sur papier, 1935)[17]

### Œuvres représentant la Russie
Cette liste reste également très incomplète :
- Novgorod (aquarelle et gouache, 1917)[18]
- Vue d'un monastère russe (crayon et aquarelle, 1931)[19]

### Œuvres scénographiques
Cette liste reste également très incomplète :
- Scénographie pou "Diane de Poitiers" (crayon, aquarelle et gouache sur papier, 1931)[20]
- Conception de costumes pour "La Belle endormie" (aquarelle, 1953)[21]